# Akita Northern Happinets
L'Akita Northern Happinets (秋田ノーザンハピネッツ) è una società cestistica avente sede ad Akita, in Giappone. Fondata nel 2010, gioca in B.League.

## Storia
La Prefettura di Akita ha storicamente avuto un legame con il basket grazie alla Noshiro Technical High School, vincitrice di un totale di 58 campionati nazionali, e alla squadra aziendale Isuzu (Akita Isuzu Motors, oggi Yokohama Giga Spirits), con sede ad Akita dal 1955 al 1987. 

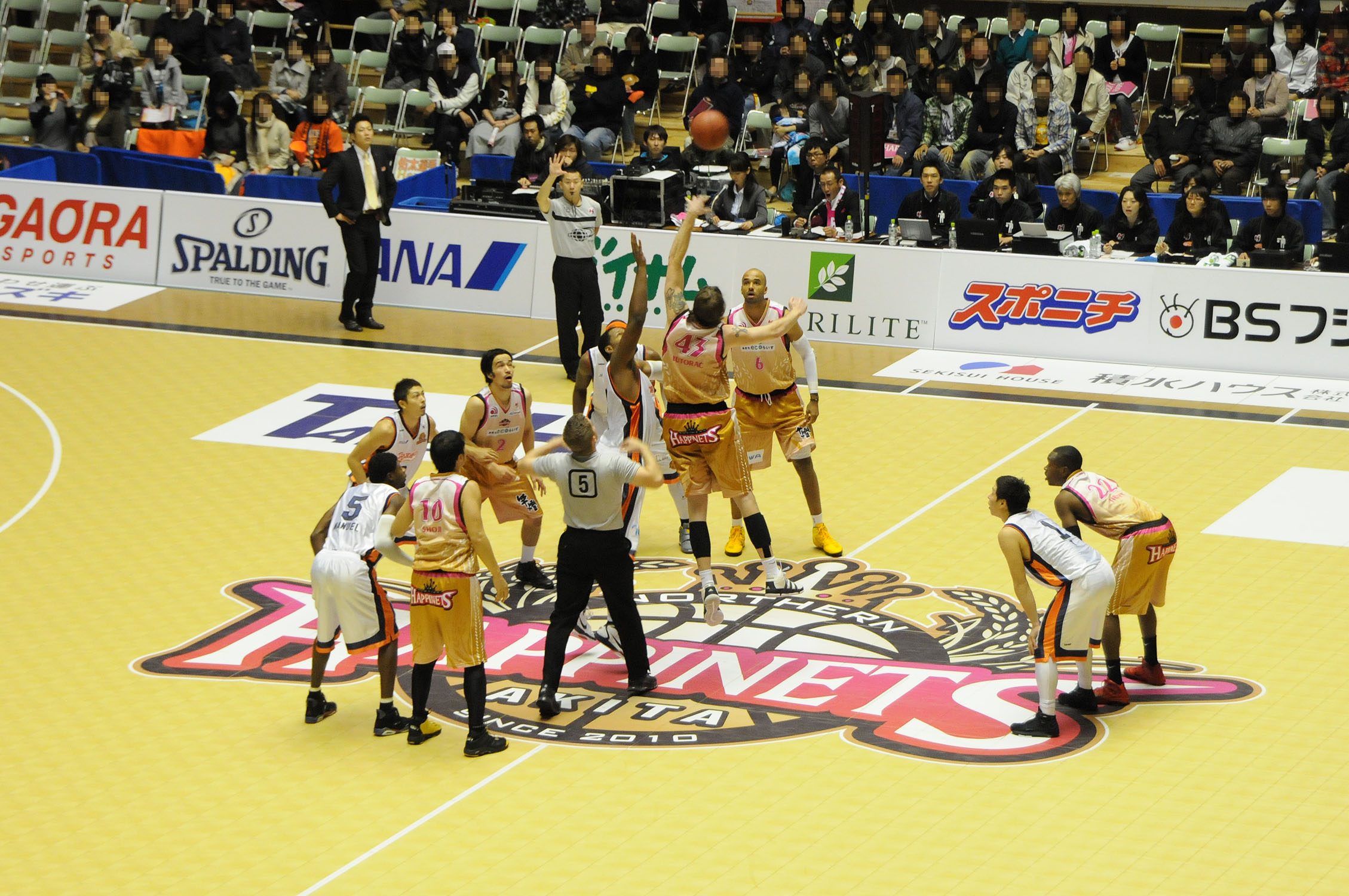
Akita Northern Happinets contro Miyazaki Shining Suns, al Akita Prefectural Gymnasium, Bj league 2010-11,

Dopo la nascita della Bj league nel 2006, l'anno successivo, nel 2007, venne costituito un comitato per la creazione di un club professionistico nella prefettura, ma senza successo. Nel giugno 2008 fu fondata un’altra associazione con l’obiettivo di ottenere una licenza Bj league. Nel gennaio 2009 fu costituita la Akita Pro Basketball Club Co., Ltd., e nel maggio successivo le venne concessa la licenza per partecipare alla stagione 2010-11 della Bj league. Il nome della squadra venne annunciato in occasione di una partita pre-campionato ad Akita tra i 89ers e gli Hamamatsu Higashimikawa Phoenix, nel settembre 2009.
Gli Akita Northern Happinets entrarono nella Eastern Conference della Bj league nell’ottobre 2010, come una delle tre squadre di espansione. Le altre due, gli Shimane Susanoo Magic e i Miyazaki Shining Suns, si unirono alla Western Conference, portando il totale delle squadre della lega a 16. Per la stagione inaugurale, la squadra affidò il ruolo di general manager a Seiichi Oba e quello di head coach all’ex allenatore degli Shiga Lakestars, Robert Pierce. Il 39enne Makoto Hasegawa, originario di Akita e ex studente della Noshiro Tech, fu acquisito dai Niigata in cambio di una scelta al primo turno del draft e assunse il duplice ruolo di giocatore e assistente allenatore. La squadra selezionò Jun Nakanishi e Ryosuke Mizumachi nel draft di espansione, Yuki Nobuhira nel secondo turno del rookie draft e Makoto Sawaguchi nel development draft. Tuttavia, Nakanishi non raggiunse un accordo con la squadra e firmò invece con i Rizing Fukuoka. La prima partita casalinga dei Happinets si svolse nell’ottobre 2010 al Gymnasium della Prefettura di Akita.

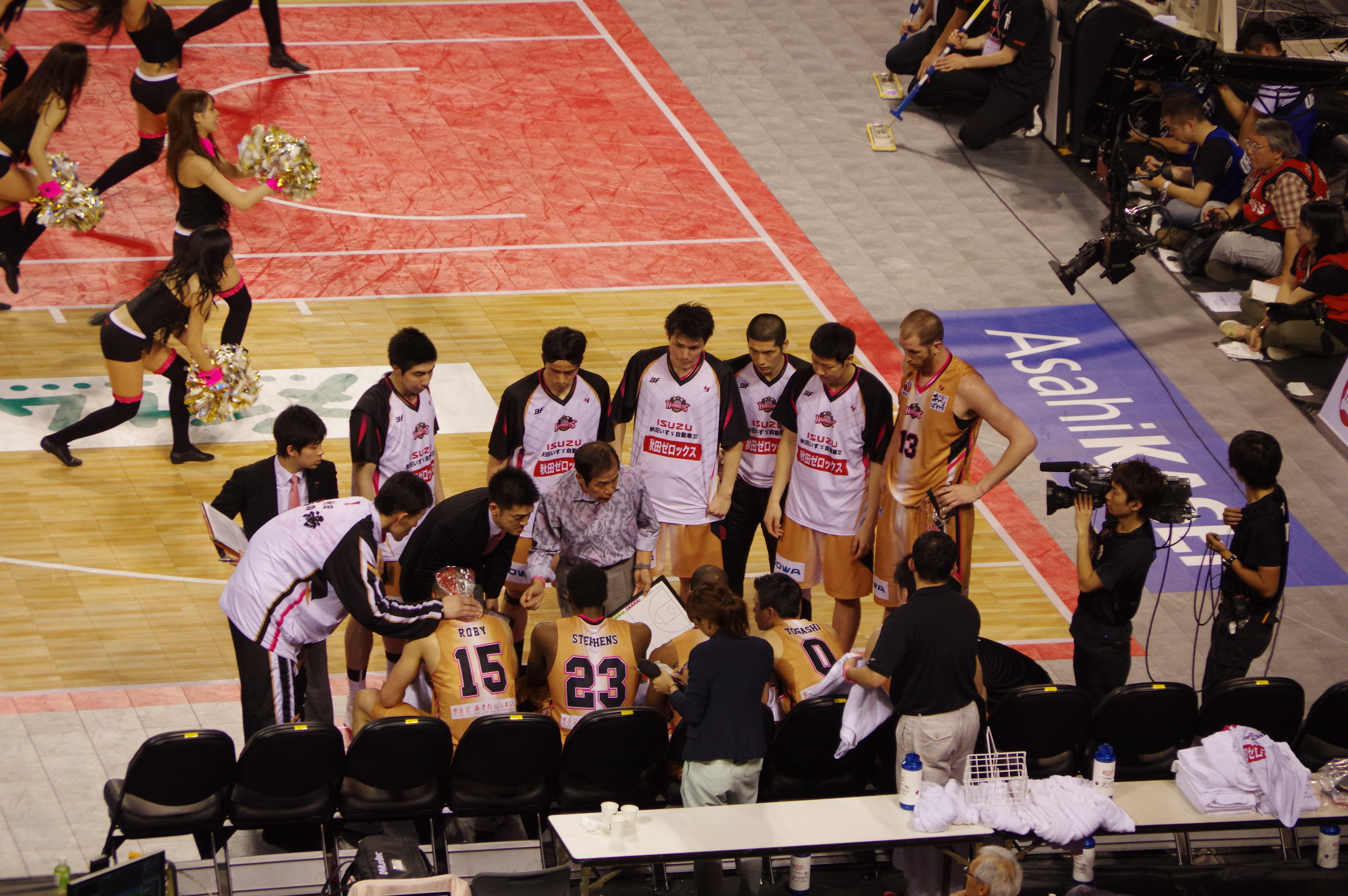
La squadra durante un timeout nella stagione 2013-14.

Nel novembre 2011 la squadra firmò Curtis Terry, fratello del giocatore NBA Jason Terry, per sostituire l’infortunato Brandon Wallace. Dopo 14 partite, Terry fu rilasciato a gennaio a seguito del suo arresto per furto in un minimarket.
Tra il 2013 ed il 2015, gli Happinets emersero come una delle forze dominanti della Bj league, vincendo il titolo di conference per due anni consecutivi, ma in entrambi i casi la squadra poi uscì sconfitta nella finalissima per il titolo.
Per la stagione 2016-17 la squadra  partecipò alla massima divisione della neonata lega professionista della B.League venendo inseriti nella Eastern Division. La squadra affrontò notevoli difficoltà durante il primo anno nella nuova lega e al termine della stagione fu retrocessa in B2 League.
Nella B2 League 2017-2018, l'Akita concluse la stagione regolare con un record di 54 vittorie e 6 sconfitte piazzandosi al primo posto nella stagione regolare, e dopo aver sconfitto i Kumamoto Volters nella semifinale dei playoff della B2 e ottenne nuovamente la promozione in B1 League, anche se perse la serie delle finali per 2-1 contro i Rizing Zephyr Fukuoka.
Nella stagione del ritorno nella massima divisione, la 2018-2019, la squadra subì undici sconfitte consecutive, ma al termine della stagione non fu retrocessa e riuscì a mantenere la permanenza nella B1 League.

## Arena

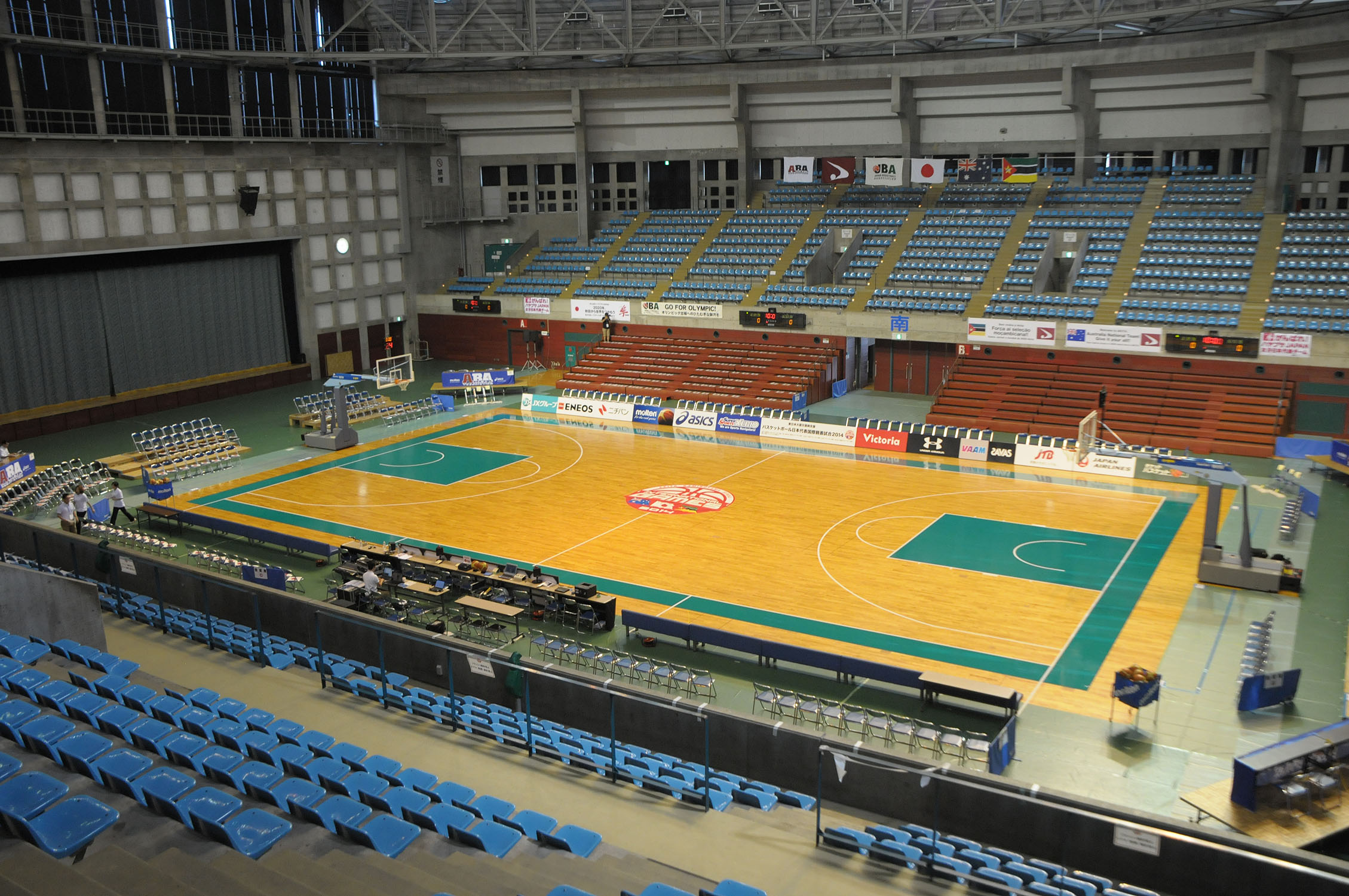
L'interno della CNA Arena Akita

Gli Happinets disputano le loro partite casalinghe alla CNA Arena Akita, che è la loro sede dal 2016.La CNA Arena Akita è un palazzetto dello sport situato nell’area di Rinkai, ad Akita, in Giappone. L’impianto è di proprietà comunale ed è gestito direttamente dalla città di Akita. Nel 2015, la società Cable Networks Akita ha acquisito i diritti di denominazione, da cui il nome attuale dell’arena.
La struttura, di colore argento, è stata inaugurata nel 1994 e ha una capienza complessiva di 5.000 posti. Il palazzetto è caratterizzato da un soffitto a cupola con un’altezza di 154 piedi (circa 47 metri) e nel 2016 è stato ampliato con l'aggiunta di 2.088 posti a sedere supplementari.
Durante il periodo nella bj league, le gare interne si svolgevano invece all'Akita Prefectural Gymnasium. Un’altra sede utilizzata è la Nices Arena, un impianto sportivo al coperto situato a Yurihonjo. È prevista la costruzione di un nuovo palazzetto prefetturale nel 2026.

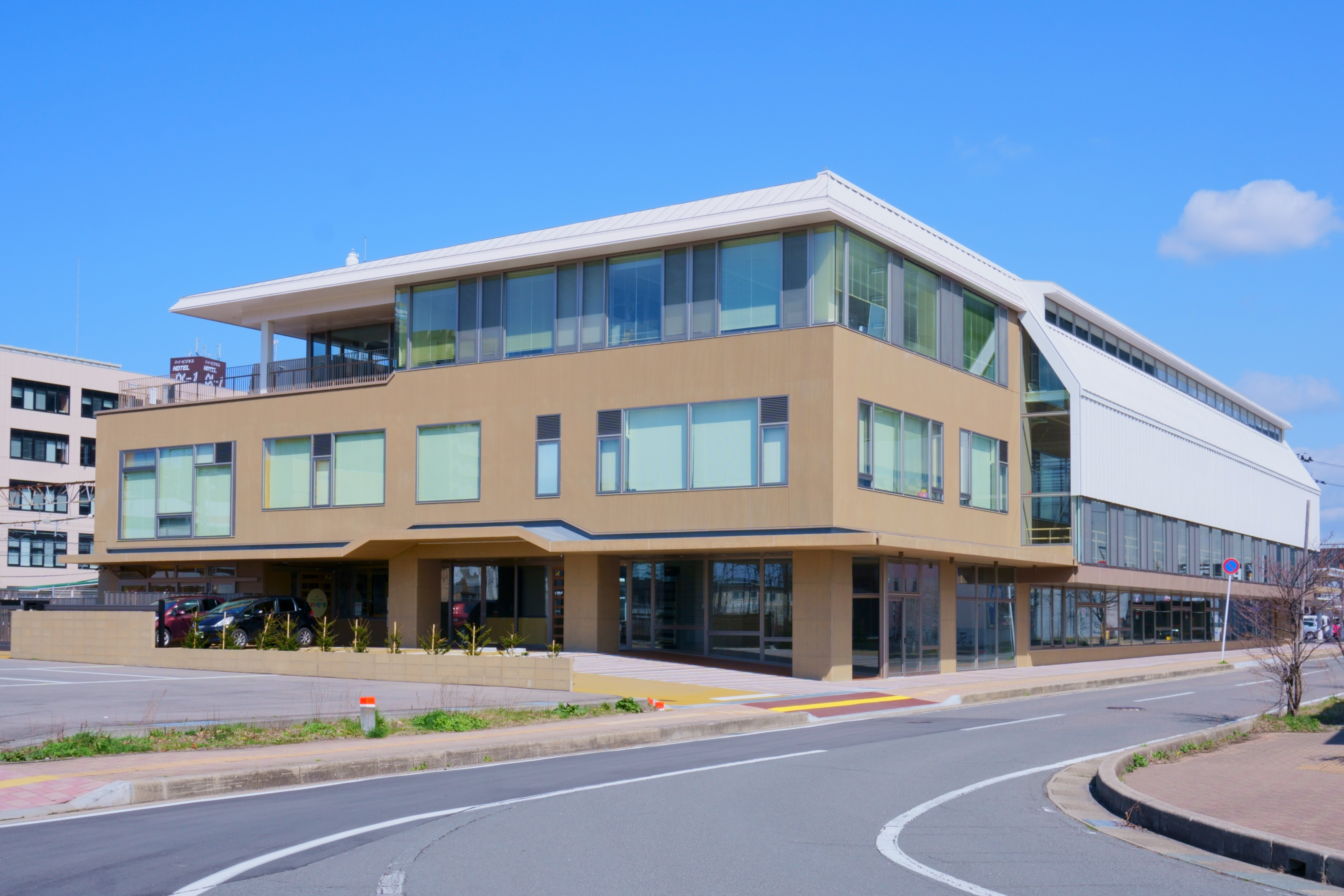
L'esterno dell'Akita Northern Gate Square.

La squadra si allena in diverse strutture della prefettura, ma la loro sede centrale di preparazione è l'Akita Northern Gate Square è un'arena di basket al coperto situata ad Akita, nella prefettura omonima, in Giappone. La costruzione dell’impianto è iniziata nel 2018 ed è stata completata con l’apertura ufficiale avvenuta il 17 dicembre 2019.
La struttura si trova adiacente alla stazione JR di Akita ed è utilizzata come palestra di allenamento dei JR East Akita Peckers, squadra di pallacanestro. Il complesso è realizzato con una copertura in legno di cedro di Akita e pareti in vetro, e si sviluppa su tre piani. Oltre ad ospitare gli allenamenti, l’Akita Northern Gate Square funge anche da sede operativa e centro di allenamento principale degli Akita Northern Happinets.

## Organico attuale
Organico per la stagione sportiva 2024-2025
| Roster Akita Northern Happinets 2024-2025. | Roster Akita Northern Happinets 2024-2025. |
| Giocatori                                  | Staff tecnico                              |
| ------------------------------------------ | ------------------------------------------ |

| N. | Naz.                                   | Ruolo | Nome               | Anno | Alt.   | Peso   |  |
| -- | -------------------------------------- | ----- | ------------------ | ---- | ------ | ------ |  |
| 0  | Taiwan (bandiera) · Senegal (bandiera) | AP    | Mohammad Gadiaga   | 1998 | 188 cm | 92 kg  |  |
| 2  | Giappone (bandiera)                    | PG    | Tsubasa Kurihara   | 1997 | 182 cm | 82 kg  |  |
| 5  | Giappone (bandiera)                    | G     | Shigehiro Taguchi  | 1990 | 184 cm | 84 kg  |  |
| 6  | Giappone (bandiera)                    | G     | Raita Akaho        | 1998 | 196 cm | 94 kg  |  |
| 11 | Giappone (bandiera)                    | PG    | Ko Kumagai         | 1996 | 173 cm | 70 kg  |  |
| 12 | Giappone (bandiera)                    | G     | Taiyo Motoda       | 2002 | 190 cm | 85 kg  |  |
| 15 | Stati Uniti (bandiera)                 | AG    | Tanner Leissner    | 1995 | 201 cm | 104 kg |  |
| 17 | Giappone (bandiera)                    | PG    | Takuya Nakayama    | 1994 | 182 cm | 85 kg  |  |
| 20 | Giappone (bandiera)                    | PG    | Akitoshi Oguri     | 2001 | 174 cm | 75 kg  |  |
| 21 | Nigeria (bandiera)                     | C     | Christian Mekowulu | 1995 | 206 cm | 110 kg |  |
| 22 | Giappone (bandiera)                    | G     | Haruki Naito       | 2004 | 187 cm | 82 kg  |  |
| 24 | Francia (bandiera)                     | C     | Yannis Morin       | 1993 | 208 cm | 95 kg  |  |
| 77 | Giappone (bandiera)                    | AG    | Alistair Tsuchiya  | 1995 | 201 cm | 95 kg  |  |

| Allenatore                                                                             |
| - Kenzo Maeda                                                                          |
| Assistente/i                                                                           |
| - Mick Downer - Shogo Fukuda - Atsuto Nara Legenda - (C) Capitano - Infortunato Roster |

## Cestisti

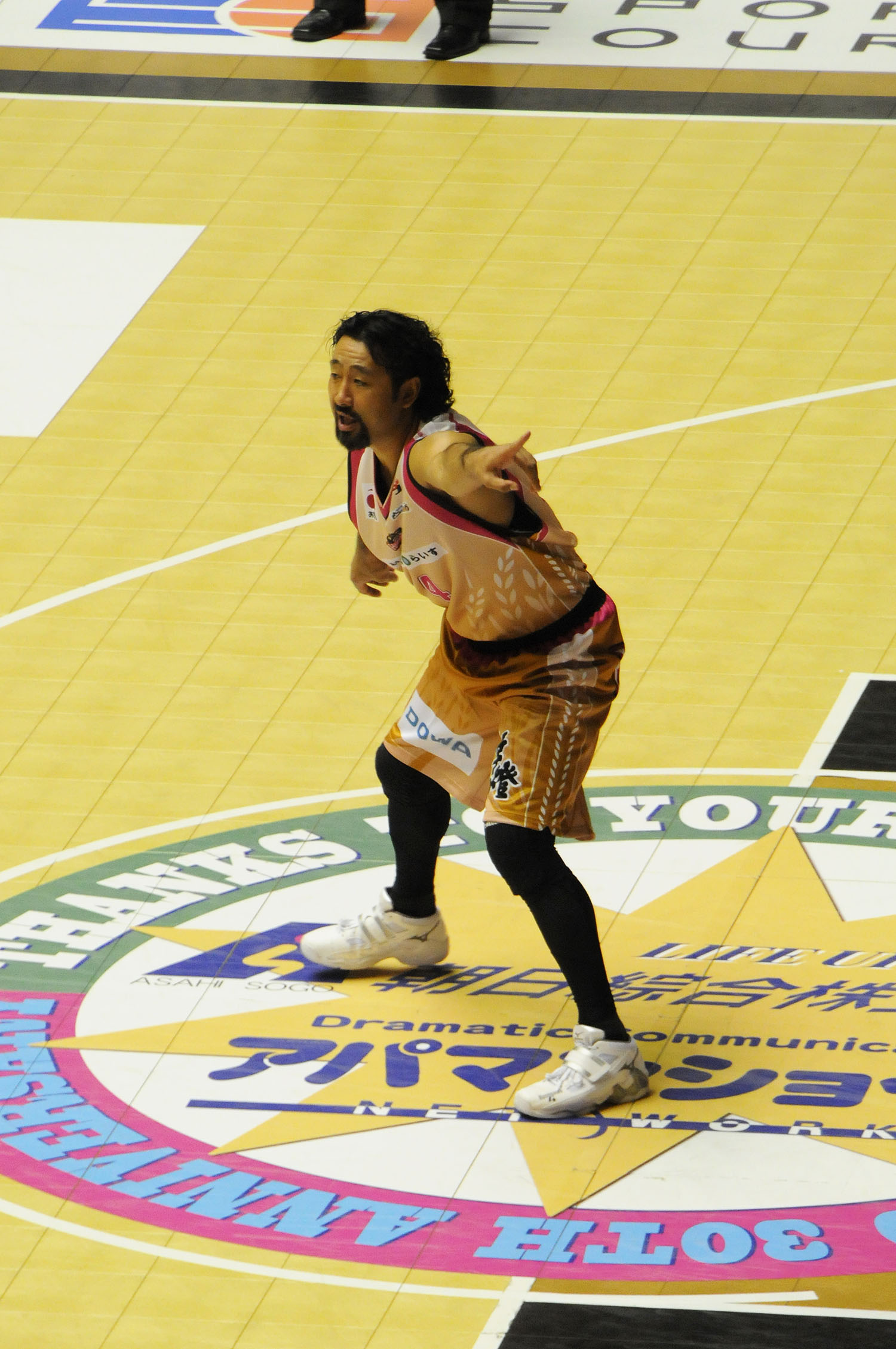
Makoto Hasegawa, giocatore dell'Akita dal 2010 al 2013; ed allenatore dal 2014 al 2017

### Cestisti celebri
Locali
- Seiya Andō
- Makoto Hasegawa
- Noboru Hasegawa
- Takatoshi Furukawa
- Shigehiro Taguchi
- Kenichi Takahashi
- Yuki Togashi
- Ryōsuke Mizumachi

- Takuya Nakayama
- Ko Kumagai
- Akitoshi Oguri
- Taiyo Motoda
- Haruki Naito
- Tsubasa Kurihara
- Raita Akaho
- Kakeru Kanakubo
- Alistair Tsuchiya

Import
- Mike Anderson
- Ruben Boykin
- Marshall Brown
- Travon Bryant
- Javier Carter
- Angelo Chol
- Dwight Coleby
- Kadeem Coleby
- Anthony Coleman
- Jaye Crockett
- T.J. Cummings
- Alex Davis
- Dan Fitzgerald

- Toarlyn Fitzpatrick
- Will Graves
- Sek Henry
- Colton Iverson
- Kerem Kanter
- Justin Keenan
- Anthony Kent
- Stanton Kidd
- Tanner Leissner
- Leo Lyons
- Anthony Mason

- Christian Mekowulu
- Scott Morrison
- Kevin Palmer
- Evan Ravenel
- Richard Roby
- Nigel Spikes
- DeShawn Stephens
- Devin Sweetney
- Jerome Tillman
- Ty Walker
- Brandon Wallace
- Nyika Williams
- Steve Zack

## Allenatori
| Nome            | Periodo          | Trofei |
| --------------- | ---------------- | ------ |
| Bob Pierce      | 2010 - 2011      |        |
| Kazuo Nakamura  | 2011 - 2014      |        |
| Makoto Hasegawa | 2014 - 2017      |        |
| Josep Clarós    | 2017 - 2019      |        |
| Kenzo Maeda     | 2019 - in carica |        |